# イスタブラク
イスタブラク (Istabraq) とはアイルランドの競走馬である。チャンピオンハードル3連覇を達成するなどハードル競走で無敵の強さを発揮した。父は大種牡馬サドラーズウェルズ、半兄にエプソムダービー優勝馬セクレト、甥に日本の障害競走で活躍したロードプリヴェイルがいる。

## 戦績
その血統背景から平地競走での活躍を期待されたが、1994年からの2年間で下級レースで2勝しか挙げられなかった。ジョン・ゴスデン調教師の助手であったジョン・ダーカンは独立し、イスタブラクの障害競走でのデビューに向け調教を行った。しかし、ダーカンは白血病に冒されてしまい、復帰までの間イスタブラクを友人のエイダン・オブライエンに預けることにした。
1996年12月にハードル競走でデビューしたイスタブラクは、初戦こそアタマ差の2着に敗れるものの、そのシーズンでその後ロイヤル＆サンアライアンスノービスハードルなどのノービスの大レースを含めて5連勝を飾る。1995/96年シーズンではアイルランドのレパーズタウン競馬場で行われるAIGヨーロッパチャンピオンハードル、そしてイギリスのチェルトナム競馬場で行われるチャンピオンハードルという短距離ハードルの最高峰のレースを制したが、ダーカンがAIGヨーロッパチャンピオンハードルの直前に亡くなったため（ダーカンの葬式はレース前日のレパーズタウン競馬場最寄の教会で執り行われた）、イスタブラクは結局引退までオブライエンの元にいることになった。
ハードルの有力馬もその後は多くがチェイスへと活躍の場を移すが、イスタブラクは最後までハードル競走のみに出走し、2001年までにAIGヨーロッパチャンピオンハードル4連覇、チャンピオンハードル3連覇を達成する。しかし史上初の4連覇を狙った同年のチャンピオンハードルは口蹄疫によりチェルトナム・フェスティバルが中止となったため施行されず、翌2002年の同レースで故障により競走中止。これを最後に引退した。
2024年7月25日に死去。32歳没。

## 競走成績

### 平地競走
- 1994年 1戦0勝
- 1995年 9戦2勝
- 1996年 1戦0勝

### 障害競走
- 1996/97年 6戦5勝（ロイヤル&サンアライアンスノービスハードル）
- 1997/98年 6戦5勝（ジョンジェームズマクメイナスメモリアルハードル、AIGヨーロッパチャンピオンハードル、チャンピオンハードル）
- 1998/99年 7戦7勝（ジョンジェームズマクメイナスメモリアルハードル、AIGヨーロッパチャンピオンハードル、チャンピオンハードル、エイントリーハードル、シェルチャンピオンハードル）
- 1999/00年 5戦4勝（ジョンジェームズマクメイナスメモリアルハードル、AIGヨーロッパチャンピオンハードル、チャンピオンハードル）
- 2000/01年 3戦1勝（AIGヨーロッパチャンピオンハードル）
- 2001/02年 2戦1勝

## 血統表
- 近親はブードワール#ゲイホステス系を参照。